# Lipoproteína de densidad intermedia
Las lipoproteínas son complejos esféricos formados por lípidos y proteínas específicas. Su función es transportar los diferentes tipos de lípidos a través de la sangre. Las lipoproteínas se clasifican dependiendo de su densidad en cinco clases: quilomicrones, lipoproteínas de muy baja densidad (VLDL), lipoproteínas de densidad intermedia (IDL), lipoproteínas de baja densidad (LDL) y lipoproteínas de alta densidad (HDL). La densidad está relacionada con el tamaño y la proporción entre lípidos y proteínas, de tal forma que las menos densas son de mayor tamaño y tienen menor porcentaje de proteínas en su composición, mientras que las más densas son de menor tamaño, tienen mayor porcentaje de proteínas y menor proporción de lípidos.
Las lipoproteínas de densidad intermedia también llamadas IDL por las iniciales de su nombre en inglés (Intermediate Density Lipoprotein) son aterogénicas, es decir favorecen la arterioesclerosis, tienen una densidad entre 1,006 y 1,019 g/ml, siendo su diámetro  entre 25 y 50 nm. Están formadas por un 25-40% de triglicéridos, 20-25% de colesterol esterificado, 7-11% de colesterol libre, 16-24% de fosfolípidos y 18% de proteínas. Las principales alolipoproteínas que contiene son apo B-100 y apo E. Tienen una vida media relativamente corta y se encuentran en la sangre en concentraciones muy bajas. Se producen como consecuencia de la lipólisis de las lipoproteínas de muy baja densidad (VLDL) y acaban por transformarse en lipoproteínas de baja densidad (LDL) o ser captadas por el hígado.
| Densidad (g/mL) | Clase                                      | Diametero (nm) | % Proteína | % Colesterol | % Fosfolípido | % Trigliceridos |
| >1.063          | HDL                                        | 5–15           | 33         | 30           | 29            | 4-8             |
| 1.019–1.063     | LDL                                        | 18–28          | 25         | 46-50        | 21-22         | 8-10            |
| 1.006–1.019     | Lipoproteinas de densidad intermedia (IDL) | 25–50          | 18         | 29           | 22            | 31              |
| 0.95–1.006      | VLDL                                       | 30–80          | 10         | 22           | 18            | 50              |
| <0.95           | Quilomicrones                              | 75-1200        | 1-2        | 8            | 7             | 83-84           |